# Harrisia aboriginum
Harrisia aboriginum és una espècie fanerògama que pertany a la família de les cactàcies. Es troba als Estats Units: a l'estat de Florida des de la badia de Tampa fins al comtat de Lee.
Harrisia aboriginum creix amb tiges verticals a inclinats, simples o ramificats i assoleixen alçades de fins a 6 metres. Hi ha nou a onze costelles arrodonides. Les espines de set a nou, inicialment rosades, es tornen grises quan són velles i fan fins a 1 centímetre de llarg. Les flors són lleugerament perfumades, tenen una longitud de fins a 15 centímetres. El seu tub de la flor està coberta de pèls castanys rígids. Els fruits són grocs, esfèrics arriben a un diàmetre de 6 fins a 7,5 centímetres.

## Taxonomia
Harrisia aboriginum va ser descrita per John Kunkel Small i publicat a The Cactaceae; descriptions and illustrations of plants of the cactus family 2: 154. 1920.
Etimologia
Harrisia: nom genèric que va ser anomenat en honor del botànic irlandès William Harris, qui va ser Superintendent de jardins públics i plantacions de Jamaica.
aboriginum: epítet llatí significa (genitiu llatí plural d'aborigines) la gent ancestral dels llatins; Natiu.
Sinonímia
- Cereus aboriginum`` (Small) Little (1945)
- Cereus gracilis var. aboriginum (Small) L.D.Benson (1969).